# K-pop toàn cầu
K-pop toàn cầu (tiếng Anh: Global K-pop) là nhạc pop Hàn Quốc đặc trưng bởi việc được tạo ra và hướng đến thị trường quốc tế nói tiếng Anh.
Hãng thu âm Areia Creations Global Entertainment (ACGE) tự cho là đã sáng tạo ra thuật ngữ này và cũng là công ty âm nhạc K-pop đầu tiên xác nhận hình ảnh nhạc K-pop toàn cầu thuần túy cho toàn bộ các hoạt động của họ.

## Các ca khúc K-pop với phiên bản tiếng Anh
- Ice Cream - Nhóm nhạc BLɅϽKPIИK ( ft.Selena Gomez )
- Stuck In The Middle - Nhóm nhạc BABYMONS7ER
- The Boys, Diamond - Nhóm nhạc Girls' Generation
- Say Yes - Jessica và Krystal ft. Kris
- Can't Nobody - Nhóm nhạc 2NE1
- La La La - Nhóm nhạc Big Bang
- Together Forever - Nhóm nhạc Big Bang
- We Belong Together - Nhóm nhạc Big Bang
- Last Farewell - Nhóm nhạc Big Bang
- So Beautiful - Nhóm nhạc Big Bang
- Nobody, Two different tears, Like Money, Be My Baby - Nhóm nhạc Wonder Girls
- Love Alone - Nhóm nhạc Miss A
- Dr. Feel Good - Nhóm nhạc Rania
- I'll back of so you can live better - Nữ ca sĩ G.NA ( ft. Junhyung )
- Eat You Up, ID; Peace B, Don't start now, Key of Heart, No.1, Sara, Valenti, Double, Amazing Kiss, Every Heart, I Did it for love, Energetic, Did Ya, Look Who's talking, Obsessed, Touched, Scream, Girls On Top, Dress off, Hypnotic Dancefloor, Control, Crazy About - Nữ ca sĩ BoA
- Believe, Map the soul, Lesson 1, Slow motion, Maze, Excuses, Orchestras Spotlights Turntables, Rocksteady, Over - Nhóm nhạc Epik High
- Memories, Get it in, Because I love you - Nữ ca sĩ Yoon Mi Rae
- Shoe Game - Nữ ca sĩ Ailee
- I'll be there - Nam ca sĩ Taeyang ( thành viên nhóm nhạc Big Bang )
- Wedding Dress - Nam ca sĩ Taeyang ( thành viên nhóm nhạc Big Bang )
- Stop Girl - Nhóm nhạc U-Kiss
- Ayyy Girl, Empty, Be My Girl, Still In Love, I Love You, I Can Soar, Be The One - Nhóm nhạc JYJ
- Trap - Nam ca sĩ Henry
- I don't know why - Ban nhạc CNBLUE
- Speechless, Nothin' On You - Nam ca sĩ Jay Park
- In My Head - Nam ca sĩ Brian Joo; Let This Die ( ft. Flowsik )
- Hypnotize - Nữ ca sĩ Andamiro
- Love Song, Love Story, Rainism - Nam ca sĩ Rain
- I Did it - Nhóm nhạc Spica
- Sugar Free - Nhóm nhạc T-ara
- Drawing the Line, Betting Everything, You - Ban nhạc Royal Pirates
- Rainy Days - Nhóm nhạc Oneway
- Typa Girl  -  Nhóm nhạc BLɅϽKPIИK
- The Happiest Girl  -  Nhóm nhạc BLɅϽKPIИK
- Love to Hate Me  -  Nhóm nhạc BLɅϽKPIИK
- On The Ground  -  Nữ ca sĩ Rosé ( thành viên nhóm nhạc BLɅϽKPIИK )
- Gone  -  Nữ ca sĩ Rosé ( thành viên nhóm nhạc BLɅϽKPIИK )
- Hard To Love  -  Nữ ca sĩ Rosé ( thành viên nhóm nhạc BLɅϽKPIИK )
- DREAM -  Nhóm nhạc BABYMONS7ER
- Permission to dance - BTS
- Dynamite - BTS
- Butter - BTS
- I DO -  Nhóm nhạc (G)I-DLE
- Eyes Roll - Nhóm nhạc (G)I-DLE
- HWAA - Nhóm nhạc (G)I-DLE
- Tall Trees - Nhóm nhạc (G)I-DLE

## Các ca khúc K-pop toàn cầu không phải của Hàn Quốc
- Hello - Nam ca sĩ Chad Future ft. Jeremy Thurber
- Used 2 Be - Nam ca sĩ Chad Future ft. Drew Ryan Scott